# SV Göttelborn
Die SV Göttelborn (offiziell: Sportvereinigung Germania 1913 Göttelborn e. V.) ist ein Fußballverein aus dem Quierschieder Stadtteil Göttelborn im Saarland. Die erste Mannschaft der Frauen stieg 2021 in die 2. Frauen-Bundesliga auf und qualifizierte sich dreimal für den DFB-Pokal.

## Geschichte
Der Verein wurde im Jahre 1913 als Germania 1913 Göttelborn gegründet. Nach dem Ende des Zweiten Weltkrieges fusionierte der Verein mit dem im Jahre 1903 gegründeten Turnverein Göttelborn zum heutigen Club. Die Abteilung Frauenfußball kooperiert mit der SV Elversberg.

### Frauen
Der Verein stellte erstmals im Jahre 1985 eine Frauenmannschaft, die über viele Jahrzehnte in unteren Ligen spielte. Im Jahre 2017 wurden die Göttelbornerinnen Meister der Bezirksliga. Es war der erste von drei Aufstiegen in Folge, die den Verein 2019 in die drittklassige Regionalliga Südwest führte. Gleich in der ersten Saison 2019/20 wurde die Mannschaft Vizemeister hinter dem 1. FFC 08 Niederkirchen. Ein Jahr später wurde die Saison wegen der fortdauernden COVID-19-Pandemie annulliert. Göttelborn wurde zum Teilnehmer an der Aufstiegsrunde gegen die Sportfreunde Siegen bestimmt. Mit zwei 1:0-Siegen setzte sich Göttelborn durch und stieg auf. In der 2. Bundesliga wird die Mannschaft jedoch als SV Elversberg antreten.
Im Jahre 2019 gewann Göttelborn den Saarlandpokal der Frauen durch einen 8:0-Finalsieg über die SG Parr Medelsheim. Dadurch qualifizierte sich die Mannschaft erstmals für den DFB-Pokal, wo das Team in der ersten Runde an der SG 99 Andernach scheiterte. Ein Jahr später setzte sich Göttelborn zunächst gegen den TuS Wörrstadt durch und scheiterte in Runde zwei am Bundesligisten SC Sand.

### Männer
Die Männermannschaft spielt seit dem Aufstieg im Jahre 2019 in der Bezirksliga.

## Erfolge
- Aufstieg in die 2. Frauen-Bundesliga: 2021
- Teilnahme am DFB-Pokal der Frauen: 2019/20, 2020/21, 2021/22
- Saarlandpokalsieger der Frauen: 2019

## Stadion
Die Heimspiele trägt die SV Göttelborn im Grubenstadion mit einer Kapazität von 3.000 Plätzen aus.

## Persönlichkeiten
- Heinz Simmet
- Selina Wagner